# Why? (Future Breeze-album)
A Future Breeze "Why" című albuma egy 1997-es kiadvány a Markus Boehme és Martin Hensing alkotta német trance duótó. Ismert a trance és a progresszív house keverékéről, és a "Why Don't You Dance With Me" című áttörő slágerükön túl is megszilárdította a duó hírnevét. Az album 11 számot tartalmaz, amelyek mindegyike arra szolgál, hogy mozgásban tartsa a hallgatókat, és a tánczene rajongóinak ajánlott. 
További részletek:
- Származás:  A Future Breeze-t 1995-ben alapította Markus Boehme és Martin Hensing.
- Korai siker:  Kezdeti sikereiket a "Why Don't You Dance With Me" című kislemezük hozta meg, amely népszerűségre tett szert európai klubokban és a rádióban, sőt, még DJ Junior Vasquez is játszotta New Yorkban.
- Album kontextusa:  A "Why" 1997-ben jelent meg, a kezdeti sikerüket és a Sash! "Encore Une Fois" című számának népszerű remixét követően.
- Zenei stílus:  Az album a trance és a progresszív house jellegzetes keverékét mutatja be, lendületes ritmusokkal és dallamos elemekkel.
- Recepció:  A "Why"-t egy erős táncdalgyűjteménynek tartják, és a Future Breeze tehetségének bizonyítéka a kezdeti slágerükön túl.
- A kislemezeket gyártották ki: "House", "Read My Lips", "Why Don't Dance with Me?", "Keep the Fire Burnin'" és a "Why".

### Számlista
1. "Keep the Fire Burnin'" (6:15)
2. "Why Don't You Dance with Me?" (5:20)
3. "Illusion" (5:06)
4. "Fire in My Heart" (6:40)
5. "Read My Lips" (5:59)
6. "No Need" (4:55)
7. "Words" (8:58)
8. "Islamic Nights" (8:04)
9. "Feel" (7:27)
10. "Fairy Tales of Darkness" (11:32)
11. "Phunkment" (6:43)
12. "Why Don't You Dance with Me?" (Sharam's Remix) (7:12) (bónuszszám)
13. "House" (8:21) (bónuszszám)
14. "Encore une fois" (Future Breeze Mix) (6:25) (Sash! közvétellel) (bónuszszám)